# Red Devil
Red Devil é uma região censitária do estado americano de Alasca, no Condado de Berrien.

## Demografia
Segundo o censo americano de 2000, a sua população era de 48 habitantes.

## Geografia
De acordo com o United States Census Bureau, a localidade tem uma área de 68,3 km², dos quais 62,6 km² cobertos por terra e 5,7 km² cobertos por água.

## Localidades na vizinhança
O diagrama seguinte representa as localidades num raio de 88 km ao redor de Red Devil.